# The Thing About Pam
The Thing About Pam é uma minissérie de drama policial estadunidense que narra o assassinato de Betsy Faria, ocorrido em 2011, e a condenação de Pam Hupp. A série é estrelada por Renée Zellweger, Josh Duhamel, Judy Greer, Katy Mixon, Gideon Adlon, Sean Bridgers, Glenn Fleshler, Suanne Spoke e Mac Brandt. Jenny Klein é a showrunner da produção.
A série foi anunciada em maio de 2020, quando a NBC News Studios revelou uma parceria com a Blumhouse Productions. O roteiro é baseado na cobertura do crime feita pelo programa Dateline e pelo podcast homônimo. Em fevereiro de 2021, a NBC encomendou a produção de seis episódios, com Zellweger se juntando à equipe como produtora executiva. As filmagens começaram em Nova Orleans em outubro de 2021.
The Thing About Pam estreou na NBC em 8 de março de 2022 e recebeu críticas mistas da imprensa especializada. Embora alguns tenham elogiado a atuação de Zellweger como Pam Hupp, outros criticaram o tom cômico utilizado para retratar a história de um assassinato real.

## Enredo
O assassinato de Betsy Faria ocorreu nos subúrbios de St. Louis, em 2011. Apenas dois dias após o Natal, Betsy foi encontrada morta em sua casa por seu marido, Russ. Pam Hupp, amiga de Betsy, se mostrou rápida em cooperar com a polícia, e a investigação que se seguiu revelou detalhes perturbadores e confusos. Russ foi preso poucos dias após a morte de Betsy, e seu julgamento teve início em novembro de 2013. Ele se declarou inocente, mas foi condenado e cumpriu pena na prisão antes de ser novamente julgado em um recurso. Em 2015, foi absolvido.
Durante o novo julgamento em 2015, detalhes revelados fizeram com que os investigadores voltassem sua atenção para Hupp. Em agosto de 2016, Hupp atirou em Louis Gumpenberger, em um episódio que inicialmente parecia ser uma trama encenada para incriminar Russ novamente. Hupp alegou à polícia que o homem de 33 anos a atacou e exigiu "dinheiro de Russ", e por isso ela teria atirado nele em legítima defesa. No entanto, a polícia concluiu que a história de Hupp não era verdadeira. Ela foi acusada de matar Gumpenberger, foi condenada e sentenciada à prisão perpétua. Em julho de 2021, Hupp foi acusada pelo assassinato de Betsy. Ela se declarou inocente e atualmente aguarda julgamento.

## Elenco

### Principal
- Renée Zellweger como Pam Hupp
- Josh Duhamel como Joel Schwartz
- Judy Greer como Leah Askey
- Gideon Adlon como Mariah Day
- Sean Bridgers como Mark Hupp
- Suanne Spoke como Janet
- Mac Brandt como Detetive McCarrick
- Katy Mixon como Betsy Faria
- Glenn Fleshler como Russ Faria

### Convidado
- Patricia French como Minnie
- Ben Chase como Nate Swanson
- Drew Scheid como Travis Hupp
- Celia Weston como Shirley Neumann
- Heather Magee como Chris Mennemeyer
- Dane Davenport como Mike Wood
- Jeff Ryan Baker como Louis Gumpenberger
- Keith Morrison como Narrador[3]

## Episódios
| N.º | Título                         | Dirigido por | Escrito por                     | Exibição original   | Audiência nos EUA (milhões) |
| --- | ------------------------------ | ------------ | ------------------------------- | ------------------- | --------------------------- |
| 1 | "Ela é uma boa amiga"          | Scott Winant | Jessika Borsiczky e Jenny Klein | 8 de março de 2022  | 2,86                        |
| Pam Hupp, amiga íntima de Betsy Faria, é a última pessoa a vê-la viva na noite de seu assassinato. Na mesma noite, o marido de Betsy faz uma ligação perturbadora para a emergência.                                                                                             |                                |              |                                 |                     |                             |
| 2 | "Ela é uma pessoa prestativa"  | Scott Winant | Jenny Klein                     | 15 de março de 2022 | 2,39                        |
| Pam se torna uma fonte de apoio para a família de Betsy e também para a polícia e a promotoria enquanto eles constroem seu caso, enquanto Russ contrata um advogado de defesa criminal.                                                                                          |                                |              |                                 |                     |                             |
| 3 | "Ela é uma testemunha estrela" | Logan Kibens | Kirk A. Moore                   | 22 de março de 2022 | 2,48                        |
| Pam ganha seus quinze minutos de fama quando é chamada para depor como testemunha de acusação, mesmo quando o advogado de defesa, Joel Schwartz, tenta encontrar falhas no caso.                                                                                                 |                                |              |                                 |                     |                             |
| 4 | "Ela é uma filha amorosa"      | Logan Kibens | Matt K. Turner                  | 29 de março de 2022 | 2,50                        |
| Pam começa a perder o controle à medida que o novo julgamento de Russ se aproxima. Ela enfrenta problemas financeiros e dificuldades para cuidar da sua mãe doente. Além disso, a promotora Leah Askey percebe que Pam pode não ser a testemunha principal que ela aparenta ser. |                                |              |                                 |                     |                             |
| 5 | "Ela não é quem você pensa"    | Adam Kane    | Adam Lash e Cori Uchida         | 5 de abril de 2022  | 3,08                        |
| Pam ganha notoriedade quando o episódio do Dateline vai ao ar. Enquanto enfrenta as filhas de Betsy em uma ação civil pelo dinheiro do seguro, a opinião pública se volta contra ela. Enquanto isso, o cargo de Leah Askey como promotora distrital começa a ser ameaçado.       |                                |              |                                 |                     |                             |
| 6 | "Ela é uma assassina"          | Adam Kane    | Jenny Klein e Travis Sentell    | 12 de abril de 2022 | 2,92                        |
| Pam vai a extremos chocantes e absurdos para tentar se livrar da rede de mentiras que ela mesma criou. Um pouco de justiça, redenção e esperança finalmente é encontrada. |                                |              |                                 |                     |                             |

## Produção
Em 19 de maio de 2020, foi noticiado que a NBC News Studios e a Blumhouse Television estavam desenvolvendo uma série de televisão baseada na cobertura do Dateline sobre o assassinato de Betsy Faria e a condenação de Pam Hupp por seu assassinato. Desde 2014, o Dateline dedicou vários episódios à história e criou um podcast centrado no caso, intitulado The Thing About Pam, lançado em 2019. Em 4 de fevereiro de 2021, a NBC anunciou a produção de seis episódios da minissérie, estrelada por Renée Zellweger como Pam Hupp. Inicialmente, Jessika Borsiczky seria a roteirista e showrunner, mas, em 24 de agosto, foi anunciado que ela deixaria a série devido a diferenças criativas. Jenny Klein foi então anunciada como sua substituta.
Em junho de 2021, Josh Duhamel foi confirmado no elenco, e Mary Margaret Kunze se juntou como produtora executiva. Em 27 de agosto, a pré-produção foi suspensa devido ao furacão Ida, que atingiu Nova Orleans, onde as filmagens estavam programadas. As gravações foram remarcadas para o início de setembro. Em 30 de agosto, Judy Greer e Katy Mixon se juntaram ao elenco. Em 28 de setembro, foi anunciado que Scott Winant dirigiria os dois primeiros episódios da série.

## Lançamento
Em novembro de 2021, foi anunciado que a série estrearia em 8 de março de 2022. As primeiras imagens e um trailer foram lançados no início de fevereiro. Após o lançamento do trailer, o uso de um terno acolchoado e maquiagem para simular gordura em Zellweger foi amplamente criticado na internet, com Libby Hall, do IndieWire, chamando isso de um exemplo de gordofobia.
Na América Latina, a série ficou disponível na plataforma de streaming Star+ a partir de 25 de maio de 2022.

## Recepção
No Rotten Tomatoes, a série detém uma aprovação de 46% com base em 28 resenhas, com uma nota média de 6,1/10. O consenso crítico do site afirma: "Renée Zellweger está visivelmente se divertindo, mas a abordagem de The Thing About Pam sobre um crime real não é tão interessante ou perspicaz quanto se propõe a ser". No Metacritic, que utiliza uma média ponderada, a série obteve uma pontuação de 58 em 100, com base em 16 avaliações, indicando "críticas mistas ou médias".
Richard Roeper, do Chicago Sun-Times, atribuiu 3 de 4 estrelas () à série, comentando: "Zellweger oferece uma grande, suculenta e maravilhosamente performance, e é isso que bons atores fazem – eles nos fazem acreditar que são outra pessoa inteiramente".
Liam Mathews, da TV Guide, escreveu: "Mesmo com falhas significativas, The Thing About Pam é compulsivamente assistível. Cada cena termina de uma forma que faz você querer continuar assistindo. Como Pam Hupp, [Zellweger] é tão maliciosa que chega a ser hilária, divertida de assistir, mesmo que a personagem seja unidimensional e intencionalmente irritante".
Ciara Wardlow, do RogerEbert.com, avaliou: "Em última análise, The Thing About Pam é um docudrama sobre um crime real que é assistível, embora muitas vezes decepcionante, tentando ser excêntrico e seguro ao mesmo tempo, terminando em um meio termo entre os dois. Ainda assim, a série mostra potencial para ter um final muito mais forte do que o início – se você não se importar em passar por uma primeira metade bastante estagnada".